# NGC 1517
NGC 1517 é uma galáxia espiral (Sc) localizada na direcção da constelação de Taurus. Possui uma declinação de +08° 38' 56" e uma ascensão recta de 4 horas, 09 minutos e 11,9 segundos.
A galáxia NGC 1517 foi descoberta em 23 de Dezembro de 1884 por Édouard Jean-Marie Stephan.